# Осока белая
Осо́ка бе́лая (лат. Carex alba) — многолетнее травянистое растение, вид рода Осока (Carex) семейства Осоковые (Cyperaceae).

## Ботаническое описание

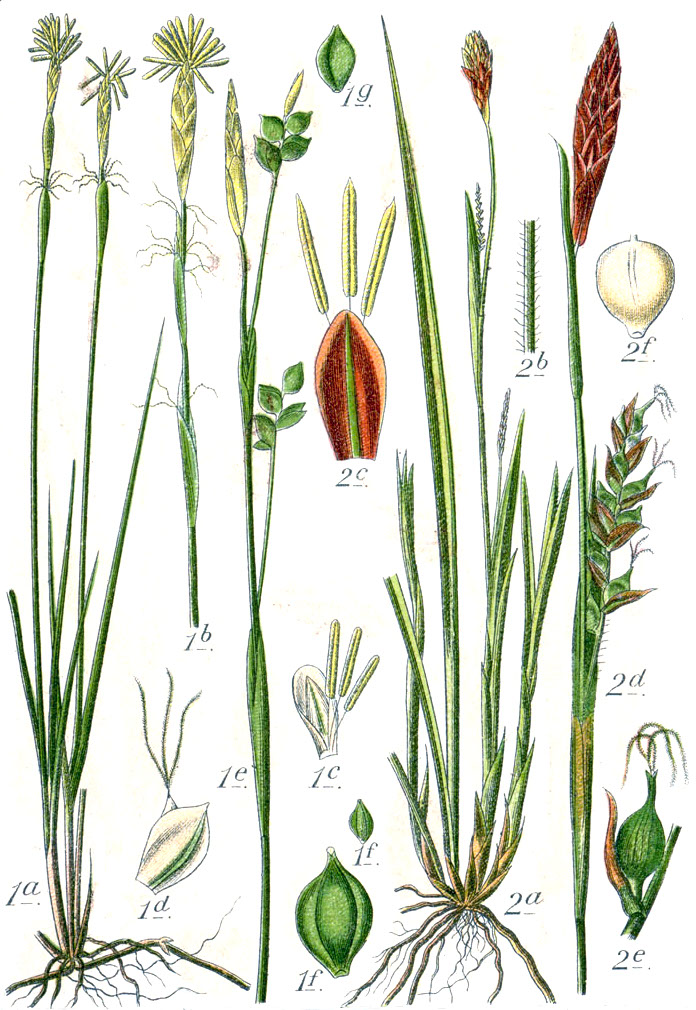
1 — Carex alba

Светлое, соломенно-жёлтое растение с длинными тонкими бурыми ползучими корневищами.
Стебли и листья отходят рядами, стебли высотой 10—25 см.
Линейные листовые пластинки очень узкие, шириной 0,7—1 (до 1,5) мм, жестковатые, серповидно изогнутые, щетиновидно завёрнутые внутрь, коротко заострённые, шероховатые, вполовину короче стебля.
Верхний колосок тычиночный, расположен ниже уровня верхнего пестичного колоска, реже на одном с ним уровне, на короткой ножке, линейно-ланцетный, длиной 0,5—1,5 см, с ланцетными, тупыми, бледно-ржавыми или соломенно-жёлтыми чешуями; остальные — пестичные, в числе 1—3, малоцветковые (из 2—6 цветков), рыхлые, почти линейные, 0,5—1 см длиной, на извилистой оси, на длинных тонких и прямых ножках до 3 см длиной, прямостоячие, несколько расставленные, с яйцевидными, острыми, бледно-ржавыми или почти соломенными чешуями с зелёным килем, к краям перепончатыми, короче мешочков. Верхушка оси пестичного колоска очень короткая, едва заметная. Мешочки эллиптические или обратнояйцевидные, в поперечном сечении тупо-трёхгранные, с одной стороны складчато внутрь вдавленные, 3,5—4 мм длиной, кожистые, блестящие, гладкие, сидячие, соломенно-жёлтые, с немногими бороздчатыми жилками, с коротким, цельным, узко-коническим, кверху перепончатым, косо срезанным, светлым носиком. Рылец 3. Нижний кроющий лист в виде влагалища 1—2 см длиной, наверху косо усечённого и белоперепончатого, ржаво-зелёного.
Плод полностью заполняет мешочек. Плодоносит в июне—июле.
Число хромосом 2n=54.
Вид описан из Словении.

## Распространение
Северная, Центральная и Южная (север) Европа; Арктическая часть России: восток Большеземельской тундры; Европейская часть России: бассейны Двины и Печоры, Средний и Южный Урал; Кавказ: Большой Кавказ, Западное и Центральное Закавказье; Украина: средняя часть бассейна Днепра (очень редко); Западная Сибирь: Северный Урал (река Северная Сосьва, д. Саратово на Иртыше), Алтай; Восточная Сибирь: Арктика (низовья Лены), бассейн Енисея, Ленско-Кольский район (к западу от Лены и Алдана, к востоку от Алдана — юг Верхоянского хребта и бассейн верхнего течения Колымы), Даурия (низовья Селенги); Дальний Восток России: окрестности Аяна; Средняя Азия: Джунгарский Алатау (озеро Павлова), Центральный Тянь-Шань (озеро Сон-Куль); Центральная Азия: Китай (Джунгария), Северная Монголия.
Растёт в сырых светлых хвойных и смешанных лесах, обычно на обнажениях известняка, и на открытых каменистых, большей частью известняковых склонах; на возвышенностях и в лесном и верхнем поясах гор.